# Drymus brunneus
Drymus brunneus, auch Ovale Waldwanze genannt, ist eine Wanze aus der Familie der Rhyparochromidae.

## Merkmale
Die Wanzen werden 3,6 bis 5,4 Millimeter lang. Die Arten der Gattung sind nur schwer zu bestimmen. Bei Drymus brunneus fehlen den Schienen (Tibien) lange, aufrechte Haare und der hintere Teil des Pronotums ist bräunlich gefärbt. Die Vorderflügel sind entlang der Mitte des Hinterleibs sichtlich verbreitert. Die meisten Imagines sind brachypter, haben also verkürzte Flügel. Nur selten findet man voll geflügelte, makroptere Individuen.

## Verbreitung und Lebensraum
Die Art ist westpaläarktisch verbreitet und fehlt nur im Hohen Norden Nord- und Osteuropas. Im Osten reicht die Verbreitung bis Sibirien und in den Kaukasus. Sie ist in Deutschland weit verbreitet und häufig, wobei sie nach Süden und Osten hin seltener wird. In Österreich ist sie ebenso weit verbreitet und steigt in den Alpen bis 1300 Meter Seehöhe. Sie ist die feuchteliebendste Art der Gattung und besiedelt schattige Laub- und Nadelwälder, nasse Bruch- und Auwälder und seltener auch feuchte offenere Lebensräume wie Moore oder Feuchtwiesen. Man findet sie auch an Ufern von stehenden und fließenden Gewässern. Überflutung ihres Lebensraums im Winter scheint unproblematisch zu sein.

## Lebensweise
Die Tiere leben sehr versteckt in der feuchten, pilzdurchwachsenen Bodenstreu und zwischen Moosen, ernähren sich aber weder von Pilzen, noch von Moosen. Sie saugen an Samen verschiedener krautiger Pflanzen und Gehölze, wie z. B. Birken (Betula) und Erlen (Alnus). Bei entsprechend günstigen Temperaturen sind die Imagines auch im Winter aktiv. In Mitteleuropa tritt in der Regel eine Generation pro Jahr auf. Der Entwicklungszyklus verläuft jahreszeitlich, aber nicht einheitlich, so dass in unterschiedlichen Teilen des Verbreitungsgebietes die Eiablage unterschiedlich stattfindet. Die Überwinterung erfolgt entsprechend sowohl als Imago, als auch als Ei.